# Rammstein (album)
Pour les articles homonymes, voir Ramstein.
Pour le groupe allemand, voir Rammstein.
Pour la chanson, voir Rammstein (chanson).
Albums de Rammstein
Rammstein: Paris
(2017) Zeit
(2022)
Singles
1. Deutschland
Sortie : 28 mars 2019
2. Radio
Sortie : 26 avril 2019
3. Ausländer
Sortie : 28 mai 2019

Rammstein est le nom officieux du septième album studio du groupe de metal industriel allemand Rammstein, sorti le 17 mai 2019. Il paraît dix ans après l'album précédent, Liebe ist für alle da.
Bien que couramment et éponymement surnommé Rammstein (stylisé RAMMSTEIN), cet album n'a officiellement pas de titre,.

## Historique
La genèse de l'album débute en 2015. L'actualité de Rammstein est alors au point mort et le chanteur Till Lindemann lance son projet solo Lindemann. Au cours d'une interview, il déclare que Rammstein se réunira en septembre 2015 pour commencer à composer. En effet, en octobre 2015, le site officiel poste une photo du groupe en train d'improviser dans le studio personnel de Christoph Schneider. L'album est en développement.
Après six albums produits par Jacob Hellner, le groupe choisit Olsen Involtini comme producteur. En avril 2018, Rammstein entre en studio, avec 16 demos finalisées. L'enregistrement a lieu jusqu'en mai aux studios La Fabrique, à Saint-Rémy-de-Provence. En octobre 2018, Richard Zven Kruspe confirme en interview que les chansons seront mixées en décembre par Rich Costey (Muse, Sigur Rós) à Santa Monica en Californie, en compagnie de Richard lui-même et Olsen Involtini. Les deux semaines planifiées se révèlent cependant insuffisantes pour mixer les 16 chansons initialement prévues et seules 11 d'entre elles sont finalisées.
L'album est annoncé pour la première fois sur Twitter en septembre 2018, avant que le mois de sortie ne soit annoncé en décembre dans une interview au site web Consequence of Sound. La date de sortie précise, soit le 17 mai 2019, est annoncée via la publication du clip du nouveau single Deutschland le 28 mars 2019 à 18 h, précédée d'une annonce accompagnée d'une nouvelle polémique pour le groupe. En effet, un extrait du clip où les membres de Rammstein sont costumés en prisonniers des camps de concentration nazis, publié le jour précédent attire les critiques et les indignations de plusieurs personnalités, comme l'ex-présidente du Conseil central des Juifs en Allemagne Charlotte Knobloch.

## Réception
L'album est salué par la critique professionnelle : Metacritic, le site d'agrégateurs d'avis, a une note moyenne de 82/100 basée sur 11 commentaires. Dans une critique positive, NME a écrit : « Cet album est sans aucun doute un triomphe retentissant. ». Nick Ruskell, pour Kerrang! indique que « c’est un disque fait avec soin, artisanat. ». Wall of Sound a attribué la note de 9,5 sur 10 à l'album expliquant que « Rammstein est apparemment un point culminant des six précédents albums studio, prenant le meilleur des dernières décennies et le réunissant dans un seul et même album, tout en y apportant quelques surprises inattendues. »

## Thèmes abordés
Deutschland, le premier single tiré de l'album, qui en est également la première piste, dénonce les dérives d’une nation en décomposition, rongée par le mal nationaliste. Radio est un plaidoyer pour la liberté, évoquant l’écoute clandestine des radios de l’Ouest à l'époque de la RDA.
À part ces deux titres politiques, Rammstein aborde des sujets déjà connus :
- Ausländer, comme Pussy sur l’album précédent, dénonce, non sans humour, le tourisme sexuel.
- Comme d'autres groupes dans le passé (Ska-P avec Crimen sollicitationis par exemple), Rammstein dénonce dans Zeig dich les abus sexuels dans l’église.
- Weit weg parle de voyeurisme.
- Puppe évoque la maladie d’une enfant et la prostitution de sa grande sœur.
- Hallomann évoque la pédophilie.

Dans plusieurs chansons Rammstein fait des allusions au passé : le batteur Christoph Schneider recycle dans Sex le beat de Haifisch, les allitérations sur les syllabes « ver » de Zeig dich rappellent celles de Zerstören, Diamant est une balade qui finit mal, comme Roter Sand. Enfin, Tattoo, avec sa simplicité brute, renvoie à Herzeleid.

## Liste des titres
- Tous les titres sont signés par le groupe.

| 1.    | Deutschland   | 5:23 |
| 2.    | Radio         | 4:37 |
| 3.    | Zeig Dich     | 4:15 |
| 4.    | Ausländer     | 3:51 |
| 5.    | Sex           | 3:56 |
| 6.    | Puppe         | 4:33 |
| 7.    | Was Ich Liebe | 4:29 |
| 8.    | Diamant       | 2:34 |
| 9.    | Weit Weg      | 4:20 |
| 10.   | Tattoo        | 4:11 |
| 11.   | Hallomann     | 4:11 |
| 46:20 |               |      |

## Crédits
- Till Lindemann : voix
- Richard Zven Kruspe : guitare solo, chœurs
- Oliver Riedel : guitare basse
- Paul Landers : guitare rythmique, chœurs
- Christian Lorenz : claviers
- Christoph Schneider : batterie

## Musiciens supplémentaires
- Meral Al-Mer : chœurs (Piste 1 et 10)
- Carla Bruhn : chœurs (Piste 11)
- L’orchestre symphonique de la Télévision Nationale et de la radio de Biélorussie : chorale, (piste 3 et 6)

## Classements hebdomadaires

### Album
| Classement (2019)                     | Meilleure position | Durée du classement | Date          |
| ------------------------------------- | ------------------ | ------------------- | ------------- |
| Allemagne (Media Control AG)          | 1                  | 172 semaines        | 24 mai 2019   |
| Australie (ARIA)                      | 5                  | 3 semaines          | 2 juin 2019   |
| Autriche (Ö3 Austria Top 40)          | 1                  | 146 semaines        | 31 mai 2019   |
| Belgique (Flandre Ultratop)           | 1                  | 140 semaines        | 25 mai 2019   |
| Belgique (Wallonie Ultratop)          | 1                  | 84 semaines         | 25 mai 2019   |
| Canada (Canadian Albums)              | 5                  | 4 semaines          | 1er juin 2019 |
| Danemark (Tracklisten)                | 1                  | 11 semaines         | 24 mai 2019   |
| Espagne (Promusicae)                  | 2                  | 22 semaines         | 26 mai 2019   |
| États-Unis (Billboard 200)            | 9                  | 2 semaines          | 1er juin 2019 |
| Finlande (Suomen virallinen lista)    | 1                  | 162 semaines        | 26 mai 2019   |
| France (SNEP)                         | 1                  | 39 semaines         | 18 mai 2019   |
| Italie (FIMI)                         | 5                  | 10 semaines         | 23 mai 2019   |
| Norvège (VG-lista)                    | 1                  | 37 semaines         | 26 mai 2019   |
| Nouvelle-Zélande (RIANZ)              | 18                 | 3 semaines          | 3 juin 2019   |
| Pays-Bas (Mega Album Top 100)         | 1                  | 34 semaines         | 25 mai 2019   |
| Portugal (AFP)                        | 1                  | 14 semaines         | 26 mai 2019   |
| Royaume-Uni (UK Albums Chart)         | 3                  | 7 semaines          | 24 mai 2019   |
| Royaume-Uni (UK Rock and Metal Chart) | 1                  | 21 semaines         | 24 mai 2019   |
| Suède (Sverigetopplistan)             | 2                  | 36 semaines         | 24 mai 2019   |
| Suisse (Schweizer Hitparade)          | 1                  | 93 semaines         | 26 mai 2019   |

### Singles
Deutschland
Radio
Ausländer

## Certifications

### Album
| Pays        | Certification | Ventes    | Date |
| ----------- | ------------- | --------- | ---- |
| Allemagne   | 3 × Platine   | 600 000 + | 2023 |
| Autriche    | 2 × Platine   | 30 000 +  | 2020 |
| Belgique    | Or            | 15 000 +  | 2019 |
| Danemark    | 2 × Platine   | 40 000 +  | 2023 |
| France      | Platine       | 100 000 + | 2022 |
| Pologne     | Platine       | 20 000 +  | 2020 |
| Suisse      | Platine       | 20 000 +  | 2022 |
| Hongrie     | 2 × Platine   | 8 000 +   | 2023 |
| Tchéquie    | Or            | 2 500 +   | 2019 |
| Royaume-Uni | Or            | 100 000 + | 2023 |

À la fin de l'année 2019, l'album s'était vendu à plus de 900 000 exemplaires dans le monde ce qui en faisait le neuvième album le plus vendu de l'année 2019.

### Single
| Pays      | Single      | Certification | Ventes    | Date           |
| --------- | ----------- | ------------- | --------- | -------------- |
| Allemagne | Deutschland | 1 × Platine   | 400 000 + | 2020           |
| Autriche  | Deutschland | 1 × Platine   | 30 000 +  | 2 février 2022 |
| Suède     | Deutschland | 1 × Or        | 20 000 +  | 2021           |

## Distinctions
| Pays    | Distinctions          | Catégorie                         | Date | Résultats |
| ------- | --------------------- | --------------------------------- | ---- | --------- |
| Suède   | Bandit Rock Awards    | Meilleur album international      | 2020 | Lauréat   |
| Pologne | AntyRadia Rock Awards | Meilleur album rock international | 2020 | Lauréat   |
| Estonie | MetalStorm Awards     | Meilleur album metal industriel   | 2019 | Lauréat   |

En décembre 2019, l'album Rammstein est élu comme étant le meilleur album metal de la décennie par le vote du public sur le site LouderSound (Metal Hammer) .